# 続 B面画報
『続 B面画報』（ぞく ビーめんがほう）は、Plastic TreeのB面集。2019年2月13日にJVCケンウッド・ビクターエンタテインメントより発売された。

## 概要
シングルのカップリング曲（B面曲）集。2007年に発売された『B面画報』から12年ぶりの第2弾。
前作の『B面画報』発売後に発表された、25thシングル『アローンアゲイン、ワンダフルワールド』(2008年)から、41stシングル『インサイドアウト』(2018年)までの全シングルのカップリング曲を収録している（ライブ音源、リミックス・リアレンジ版、2012年のメジャーデビュー15周年時に展開された過去音源のリテイク「Rebuild」シリーズは除く）。過去に在籍していたユニバーサルJ、徳間ジャパンコミュニケーションズ、そして現在のビクターエンタテインメントと複数のレーベルの垣根を越えての発売となった。
初回限定盤にはボーナストラック「変化(another side)」（1995年12月11日新宿ロフトの初ワンマンLIVEにて配布されたデモテープ『Poison biscuit』収録のB面曲）を収録しているほか、DVD「「灯火」Music Video」、「プラっと語リー酒」（『続 B面画報』収録楽曲の制作秘話などを語るメンバー座談会映像）が付属した。
2019年1月14日までの早期予約特典として、初回限定盤の場合は「復刻版カセットテープ『Poison biscuit』」、通常盤の場合は「オリジナルポストカード5種セット」が付属した。
ジャケットイラストは、シングル『マイム』『スロウ』『落花』、アルバム『剥製』、トリビュートアルバム『Plastic Tree Tribute〜Transparent Branches〜』でもジャケットイラストを担当した、人気アニメーション作家ユニット・劇団イヌカレーの泥犬。

## 収録曲

### CD Disc 1
1. Dolly
  - 作詞・作曲：ナカヤマアキラ、編曲：Plastic Tree

26th両A面シングル『リプレイ/Dolly』表題曲の2曲目。
日本テレビ『音燃え!』2008年8月度エンディングテーマ。
2. Paper plane
  - 作詞・作曲：長谷川正、編曲：Plastic Tree

30thシングル『みらいいろ』カップリング曲。
3. カオスリロン
  - 作詞：佐藤ケンケン、作曲：ナカヤマアキラ、編曲：Plastic Tree

36thシングル『スロウ』カップリング曲。
4. 灯火
  - 作詞・作曲：長谷川正、編曲：Plastic Tree

41stシングル『インサイドアウト』カップリング曲。
PlayStation Vita用ゲーム『Collar×Malice -Unlimited-』エンディングテーマ。
MVが制作された。
5. シンクロ
  - 作詞：佐藤ケンケン、作曲：ナカヤマアキラ、編曲：Plastic Tree

38thシングル『サイレントノイズ』カップリング曲。
PlayStation Vita用ゲーム『Collar×Malice』エンディングテーマ。
6. Rusty
  - 作詞：有村竜太朗、作曲：長谷川正、編曲：Plastic Tree

29thシングル『ムーンライト――――。』カップリング曲。
インディーズ時代のアルバム「Strange fruits -奇妙な果実-」収録曲「rusty」をセルフカバー収録したもの。
7. 時間坂
  - 作詞・作曲：長谷川正、編曲：Plastic Tree

34thシングル『瞳孔』カップリング曲。
8. 回想、声はなく。
  - 作曲・編曲：Plastic Tree

26thシングル『リプレイ/Dolly』カップリング曲。
インストゥルメンタル曲。
9. コンセント。
  - 作詞：有村竜太朗、作曲：ナカヤマアキラ、編曲：Plastic Tree

27thシングル『梟』カップリング曲。
10. バンビ
  - 作詞：有村竜太朗、作曲：有村竜太朗・長谷川正、編曲：Plastic Tree

29thシングル『ムーンライト――――。』カップリング曲。
11. はじめての×××
  - 作詞・作曲：有村竜太朗、編曲：Plastic Tree

25thシングル『アローンアゲイン、ワンダフルワールド』カップリング曲。

### CD Disc 2
1. 静かの海
  - 作詞：有村竜太朗、作曲：長谷川正、編曲：Plastic Tree

38thシングル『サイレントノイズ』カップリング曲。
PlayStation Vita用ゲーム『Collar×Malice』エンディングテーマ。
2. 感傷ダイアリー
  - 作詞：佐藤ケンケン、作曲：ナカヤマアキラ、編曲：Plastic Tree

37thシングル『落花』カップリング曲。
3. トゥインクル
  - 作詞：長谷川正、作曲：佐藤ケンケン、編曲：Plastic Tree

35thシングル『マイム』カップリング曲。
4. パイドパイパー
  - 作詞・作曲：長谷川正、編曲：Plastic Tree

28thシングル『サナトリウム』カップリング曲。
5. creep
  - 作詞：佐藤ケンケン、作曲：ナカヤマアキラ、編曲：Plastic Tree

39thシングル『念力』カップリング曲。
6. アイレン
  - 作詞：佐藤ケンケン、作曲：ナカヤマアキラ、編曲：Plastic Tree

34thシングル『瞳孔』カップリング曲。
7. サイケデリズム
  - 作詞：有村竜太朗、作曲：長谷川正、編曲：Plastic Tree

25thシングル『アローンアゲイン、ワンダフルワールド』カップリング曲。
8. バミューダトライアングル
  - 作曲・編曲：Plastic Tree

27thシングル『梟』カップリング曲。
9. ユートピアベリーブルー
  - 作詞：ナカヤマアキラ、作曲：佐藤ケンケン、編曲：Plastic Tree

40thシングル『雨中遊泳』カップリング曲。
10. リコール
  - 作詞：佐藤ケンケン、作曲：ナカヤマアキラ、編曲：Plastic Tree

35thシングル『マイム』カップリング曲。
11. 変化(another side)
  - 作詞・作曲：長谷川正、編曲：Plastic Tree

1995年12月11日新宿ロフトの初ワンマンLIVEにて配布されたデモテープ『Poison biscuit』のB面曲。
ボーナストラック。初回限定盤のみに収録。

### DVD（初回限定盤のみ）
1. 「灯火」Music Video
2. プラっと語リー酒

### 復刻版カセットテープ『Poison biscuit』（初回限定盤早期予約特典）
1. Crack of down
2. 変化(another side)